# Ostryż
Ostryż, kurkuma, szafranica, żółcień (Curcuma L.) – rodzaj bylin z rodziny imbirowatych. Zalicza się do niego 93–104 gatunków. Występują one w tropikalnej Azji. Zawiera kurkuminę, mającą właściwości przeciwzapalne. Liczne gatunki wykorzystywane są jako źródło przypraw (zwłaszcza wysuszone i sproszkowane kłącza ostryżu długiego, wykorzystywane m.in. w curry) i skrobi (np. bulwy C. angustifolia). Ostryż długi i niektóre inne gatunki wykorzystywane są w lecznictwie, poza tym jako źródło barwników. Niektóre gatunki uprawiane są jako ozdobne, także na kwiaty cięte.

## Systematyka
Wykaz gatunków
- Curcuma aeruginosa  Roxb.
- Curcuma albiflora  Thwaites
- Curcuma alismatifolia  Gagnep.
- Curcuma amada  Roxb.
- Curcuma amarissima  Roscoe
- Curcuma angustifolia  Roxb. – ostryż wąskolistny
- Curcuma antinaia  Chaveer. & Tanee
- Curcuma aromatica  Salisb. – ostryż wonny
- Curcuma attenuata  Wall. ex Baker
- Curcuma aurantiaca  Zijp
- Curcuma australasica  Hook.f.
- Curcuma bakeriana  Hemsl.
- Curcuma bhatii  (R.M.Sm.) Škorničk. & M.Sabu
- Curcuma bicolor  Mood & K.Larsen
- Curcuma caesia  Roxb.
- Curcuma cannanorensis  R.Ansari, V.J.Nair & N.C.Nair
- Curcuma caulina  J.Graham
- Curcuma ceratotheca  K.Schum.
- Curcuma cochinchinensis  Gagnep.
- Curcuma codonantha  Škorničk., M.Sabu & Prasanthk.
- Curcuma coerulea  K.Schum.
- Curcuma colorata  Valeton
- Curcuma comosa  Roxb.
- Curcuma coriacea  Mangaly & M.Sabu
- Curcuma decipiens  Dalzell
- Curcuma ecomata  Craib
- Curcuma elata  Roxb.
- Curcuma euchroma  Valeton
- Curcuma exigua  N.Liu
- Curcuma ferruginea  Roxb.
- Curcuma flaviflora  S.Q.Tong
- Curcuma glans  K.Larsen & Mood
- Curcuma gracillima  Gagnep.
- Curcuma grandiflora  Wall. ex Baker
- Curcuma haritha  Mangaly & M.Sabu
- Curcuma harmandii  Gagnep.
- Curcuma heyneana  Valeton & Zijp
- Curcuma inodora  Blatt.
- Curcuma karnatakensis  Amalraj, Velay. & Mural.
- Curcuma kudagensis  Velay., V.S.Pillai & Amalraj
- Curcuma kwangsiensis  S.G.Lee & C.F.Liang
- Curcuma larsenii  Maknoi & Jenjitt.
- Curcuma latiflora  Valeton
- Curcuma latifolia  Roscoe
- Curcuma leucorrhiza  Roxb.
- Curcuma loerzingii  Valeton
- Curcuma longa  L. – ostryż długi
- Curcuma longispica  Valeton
- Curcuma mangga  Valeton & Zijp
- Curcuma meraukensis  Valeton
- Curcuma montana  Roxb.
- Curcuma mutabilis  Škorničk., M.Sabu & Prasanthk.
- Curcuma nankunshanensis  N.Liu, X.B.Ye & Juan Chen
- Curcuma neilgherrensis  Wight
- Curcuma oligantha  Trimen
- Curcuma ornata  Wall. ex Baker
- Curcuma pambrosima  Škorničk. & N.S.Lý
- Curcuma parviflora  Wall.
- Curcuma parvula  Gage
- Curcuma petiolata  Roxb.
- Curcuma phaeocaulis  Valeton
- Curcuma picta  Roxb. ex Škorničk.
- Curcuma pierreana  Gagnep.
- Curcuma plicata  Wall. ex Baker
- Curcuma porphyrotaenia  Zipp. ex Span.
- Curcuma prakasha  S.Tripathi
- Curcuma pseudomontana  J.Graham
- Curcuma purpurascens  Blume
- Curcuma reclinata  Roxb.
- Curcuma rhabdota  Sirirugsa & M.F.Newman
- Curcuma rhomba  Mood & K.Larsen
- Curcuma roscoeana  Wall.
- Curcuma rubescens  Roxb.
- Curcuma rubrobracteata  Škorničk., M.Sabu & Prasanthk.
- Curcuma sattayasaiorum  Chaveer. & Sudmoon
- Curcuma scaposa  (Nimmo) Škorničk. & M.Sabu
- Curcuma sessilis  Gage
- Curcuma sichuanensis  X.X.Chen
- Curcuma singularis  Gagnep.
- Curcuma sparganiifolia  Gagnep.
- Curcuma stenochila  Gagnep.
- Curcuma strobilifera  Wall. ex Baker
- Curcuma sumatrana  Miq.
- Curcuma sylvatica  Valeton
- Curcuma thorelii  Gagnep.
- Curcuma trichosantha  Gagnep.
- Curcuma vamana  M.Sabu & Mangaly
- Curcuma viridiflora  Roxb.
- Curcuma vitellina  Škorničk. & H.Ð.Trần
- Curcuma yunnanensis  N.Liu & S.J.Chen
- Curcuma zanthorrhiza  Roxb.
- Curcuma zedoaria  (Christm.) Roscoe – ostryż cytwarowy
- Curcuma zedoarioides  Chaveer. & Tanee

## Kurkuma w lecznictwie i kuchni
Kurkuma (czyli ekstrakt kłączy ostryżu) jest używana jako przyprawa nadająca potrawom złocistożółty kolor. Jest też składnikiem mieszanek przyprawowych, m.in. curry.
Różne gatunki z rodzaju Curcuma znane są w lecznictwie co najmniej 5000 lat. W medycynie indyjskiej kurkuma jest stosowana jako środek przyspieszający gojenie się ran oraz środek kojący niestrawność żołądka.